# الهيئة السعودية لتنظيم الكهرباء
الهيئة السعودية لتنظيم الكهرباء تعرف سابقا باسم هيئة تنظيم المياه والكهرباء (هيئة تنظيم الكهرباء والإنتاج المزدوج سابقا) هي جهاز يتمتع بالاستقلال المالي والإداري، ويقوم بتنظيم صناعة الكهرباء وتحلية المياه في المملكة العربية السعودية لضمان توفير إمدادات كافية، وعالية الجودة، وخدمات موثوقة يعتمد عليها، بأسعار مناسبة، ومهمة الهيئة الرئيسة هي تطوير إطار تنظيمي يتماشى مع أنظمة الدولة، وقراراتها، والسياسات والمعايير، والمواصفات المطبقة في المملكة، كما يتماشى مع أفضل الأساليب المستخدمة دولياً لمتابعة أداء مقدمي الخدمة لضمان حصول المستهلكين في المملكة على إمدادات من الطاقة الكهربائية، وخدمات الإنتاج المزدوج، والمياه المحلاة، تكون آمنة وموثوقة، وبأسعار معقولة، وذات كفاءة عالية. بلغ عدد مشتركي الكهرباء 9.4 ملايين مشترك في العام 2018م، كما بلغ إجمالي عدد محطات التوليد للشركات المرخص لها في المملكة 79 محطة، وبلغت سعات التوليد حسب الرخص 85.6 جيجا واط، فيما بلغ الحمل الذروي لشبكة الشركة الوطنية لنقل الكهرباء 61.7 جيجا واط. ووصلت أطوال دوائر خطوط النقل إلى 84 ألف كيلو متر دائري، فيما وصلت أطوال خطوط التوزيع إلى 651 ألف كيلو متر دائري.

## نشأة الهيئة
أنشئت الهيئة، (الهيئة السعودية لتنظيم الكهرباء) و (هيئة تنظيم المياه والكهرباء سابقاً) في 27 رجب 1422 هـ، لتقوم بتنظيم الكهرباء وتحلية المياه في المملكة بهدف ضمان حصول المستهلكين في المملكة على إمدادات من الطاقة الكهربائية وخدمات الإنتاج المزدوج والمياه المحلاة تتسم بأنها كافية، وموثوقة (يعتمد عليها)، وعالية الجودة والكفاءة، وتتوفر بأسعار مناسبة. ضمان أن تكون إمدادات منتجات الكهرباء والمياه المحلاة المقدمة للمستهلك في المملكة كافية وموثوقة يعتمد عليها وعالية الجودة وبأسعار عادلة.

## أهداف الهيئة
هدف الهيئة الرئيس هو أن تصبح منظماً للكهرباء والإنتاج المزدوج عالي الكفاءة والمقدرة التقنية في الوقت الذي يتم فيه تحول هذه الصناعة تدريجياً، وبعناية تامة، من وضعها الحالي كمرفق احتكاري متكامل رأسياً إلى مرحلة السوق التنافسية التي تزخر بالموردين ومقدمي الخدمة والمشترين، وذلك من خلال عملية حذرة ومتدرجة لفصل النشاطات وإعادة الهيكلة. ويقع على الهيئة واجب حماية المصلحة العامة وحماية حق المستهلك في الحصول على خدمة كهربائية عالية الجودة، آمنة، يمكن الاعتماد عليها وذلك بأسعار اقتصادية مبنية على أسس معقولة وفي الوقت نفسه فإن الهيئة يجب أن ترعى حقوق مقدمي الخدمة والمستثمرين في الحصول على عوائد اقتصادية مجزية على الاستثمارات المدروسة التي يقومون بها، كما يجب عليها دعم نشوء بيئة ملائمة تشجع المنافسة الشريفة العادلة بين مقدمي الخدمات الكهربائية، وترعى حق المستهلك في الاختيار بين مقدمي الخدمة المتنافسين.
أهداف الهيئة كالتالي:
- حماية المصلحة العامة وحماية حقوق المستهلكين في الحصول على خدمات كهرباء، وتحلية مياه، وإنتاج مزدوج، ذات جودة عالية، وآمنة، يعتمد عليها، وتتوفر بأسعار اقتصادية معقولة.
- الارتقاء بخدمات الكهرباء وتحلية المياه والإنتاج المزدوج التي تركز على العناية بالمستهلك وحماية حقه في الاختيار الحر بين مقدمي الخدمة المتنافسين.
- تشجيع المستثمرين من القطاع الخاص على المشاركة في تطوير صناعة الكهرباء وتحلية المياه، وحماية مصالحهم، وتمكينهم من تحقيق عوائد اقتصادية عادلة على استثماراتهم.
- تكوين إطار تنظيمي لصناعة الكهرباء وتحلية المياه يتسم بالوضوح، والشفافية، والاستقرار، وعدم التحيز.
- العمل على إيجاد بيئة مناسبة تشجع التنافس المشروع والعادل بين منتجي خدمات صناعة الكهرباء وتحلية المياه وكذلك بين مقدمي هذه الخدمات.

## المسؤوليات
يتضمن (نظام الكهرباء) و(تنظيم الهيئة) المسؤوليات التي أناطتها الدولة بها لتمكينها من تحقيق أهدافها، وعلى وجه الخصوص تتضمن هذه المسؤوليات أربعة مجالات هي:
- أمور الإمدادات: التي تشمل إصدار تراخيص التوليد والنقل والبيع بالتجزئة والتوزيع والمتاجرة بالكهرباء والإنتاج المزدوج، ورخص إنتاج المياه المحلاة، ونقلها إلى نقاط التوزيع، والمتاجرة بها، ومراقبة الالتزام بشروط الرخص ومتطلباتها، وتطوير إجراءات محاسبية موحدة للكيانات العاملة في أنشطة صناعة الكهرباء وتحلية المياه (مما يسهل عملية حساب التكاليف وترشيدها، والتأكد من شفافيتها)، والقيام بتنسيق أعمال البنية الأساسية لصناعة الكهرباء وتحلية المياه، وتطوير خطط التوسع في هذه الصناعة.
- شؤون المستهلكين: وتتضمن تقويم التعريفات التي تدفع لقاء خدمات الكهرباء وتحلية المياه والإنتاج المزدوج، ومراجعة هذه التعريفات دورياً، واقتراح تعديلات عليها – كلما اقتضى الأمر ذلك - لرفعها إلى الجهات المختصة في الدولة، ورعاية مصالح ذوي العلاقة في صناعة الكهرباء وتحلية المياه، والتحقيق في الشكاوى، وتسهيل البت فيها، وتقديم المساعدة للجنة فض منازعات صناعة الكهرباء، وتحسين أداء الصناعة بوجه عام.
- الأمور الفنية: وتتعلق بإعداد المعايير والمقاييس الخاصة بصناعة الكهرباء وتحلية المياه، وتطويرها، وضمان الالتزام بتطبيقها، ومتابعة مؤشرات أداء مقدمي هذه الخدمات ومراجعتها، وكذلك ضمان القيام بقدر كاف من أعمال البحث والتطوير لمختلف نشاطات الكهرباء وتحلية المياه والإنتاج المزدوج، وتشجيع تبني إجراءات فعالة لترشيد الاستهلاك (بالتنسيق مع وزارة المياه والكهرباء)، ورفع كفاءة الأداء، وخفض التكاليف، وغير ذلك من القضايا الفنية.
- المهمات الإدارية والتنظيمية: وتشمل تحديد المصلحة العامة بالنسبة لصناعة الكهرباء وتحلية المياه، وتطوير التنظيمات الخاصة بالتوسع في هذه الصناعة، وتشجيع مساهمة القطاع الخاص في الاستثمار فيها، وتقديم تقارير دورية إلى مجلس الوزراء عن أداء الصناعة، وتكاليف الإنتاج، وتعريفات خدمات الكهرباء وتحلية المياه والإنتاج المزدوج.

## مجالات عمل الهيئة

### التعريفة
تهتم الهيئة بأن تعكس التعريفة التكاليف الحقيقية الكاملة لتقديم الخدمة، وأن تكون عادلة بحيث يستطيع المستهلك تحملها، وفي الوقت نفسه فإنه من الضروري أن تمكن التعريفة مقدم الخدمة من تغطية نفقاته وتحقيق عائد اقتصادي عادل على استثماراته، ولتحقيق هذه الأهداف فإن اهتمامات الهيئة تشمل ما يلي: تطوير منهجية إعداد التعريفة، ومراجعتها دورياً.
- تصميم هيكل التعريفة وإعداده. تطوير سياسة عامة للتعريفة في المملكة. إعداد نظام متكامل لجمع المعلومات المالية والتشغيلية من جميع مقدمي الخدمة في المملكة.
- تصميم نظام شامل لحساب التكاليف التي تحدد في نهاية الأمر التعريفة التي يدفعها المستهلكون.

### التراخيص
يتطلب نظام الكهرباء وتنظيم الهيئة أن تكون النشاطات الكهربائية كافة، سواء الموجودة حالياً أو التي تنشأ مستقبلاً، خاضعة للتنظيم، وأن يكون لدى أي شخص يمارس أياً منها رخصة سارية المفعول صادرة من الهيئة، ليتمكن من ممارسة نشاطه بصورة نظامية (قانونية) في المملكة، وهذه النشاطات هي: توليد الطاقة الكهربائية، ونقلها، وتوزيعها، والمتاجرة بها بما في ذلك تجارة التجزئة، واستيراد الطاقة الكهربائية وتصديرها. الإنتاج المزدوج، والمتاجرة في منتجات الإنتاج المزدوج. تحلية المياه، ونقلها إلى نقاط التوزيع، والمتاجرة في المياه المحلاة.
وتهدف عملية الترخيص إلى أن يتم تطوير الأعمال في هذه النشاطات بترتيب منظم وكذلك مراقبة جودة الخدمات وموثوقيتها نظراً للأهمية القصوى للجودة والموثوقية بالنسبة للمستهلكين بصفة خاصة، وللاقتصاد الوطني بصفة عامة. وتتولى الهيئة إصدار التراخيص ومراقبة أداء المرخص لهم، كما تتتولى اتخاذ الإجراءات اللازمة لتنفيذ أحكام نظام الكهرباء الخاصة بتطبيق الجزاءات على المخالفين لشروط التراخيص ومتطلباتها حمايةً للمصلحة العامة. تشترط الهيئة على المرخص لهم بتقديم الخدمات الالتزام بالمتطلبات الفنية والنظامية ومتطلبات حماية البيئة.

### الشكاوى
تعالج الهيئة شكاوى المستهلكين ذات العلاقة بالكهرباء وتحلية المياه والإنتاج المزدوج في مجالات تطبيق التعريفة، وجودة الإمدادات، وجودة الخدمة، والفوترة عن طريق التوفيق لحل تلك الشكاوى، كما تستخدم أسلوب التوفيق أيضاً لحل النزاعات التي تنشأ بين المشاركين في صناعة الكهرباء وتحلية المياه، وتحرص الهيئة على معاملة الجميع بعدالة، كما تبذل جهدها لحماية مصالحهم، سواء كانوا مستهلكين، أو مقدمي خدمة، أو مستثمرين، أو متاجرين، أو مشاركين في صناعة الكهرباء وتحلية المياه بأي صفة أخرى، وفي حالة فشل التوفيق فإن النزاع يحال إلى لجنة فض منازعات صناعة الكهرباء (وهي لجنة مستقلة ذات صفة قضائية يتم تشكيلها بقرار من مجلس الوزراء) للبت فيه، وتخضع قرارات اللجنة للاستئناف لدى ديوان المظالم.

### المواصفات
إحدى المهمات الرئيسة للهيئة هي مراقبة أداء المرخص لهم لضمان التزامهم بشروط الرخص الممنوحة لهم، وقيامهم بتقديم خدمات ذات موثوقية وجودة عاليتين، واستجابتهم لطلبات المستهلكين وشكاواهم خلال وقت معقول، وقيامهم بتقليص عدد الانقطاعات ومداها، والإسراع في إعادة الخدمة عند حصول الانقطاع، والاستثمار المستمر في إيصال الخدمة لمشتركين جدد.
ولتحقيق هذه الأهداف تقوم الهيئة بإعداد معايير للأداء لكل نشاط كهربائي، يكون من المحتم على كل مقدم خدمة الوفاء بها، وفي حالة تحقيقه مستويات أفضل مما هو محدد في معايير الأداء يمنح حوافز مالية، وفي حالة تقصيره عن الوفاء بها تطبق عليه جزاءات مالية تتناسب مع حجم القصور.
كما تعمل الهيئة، بالتشاور مع المرخص لهم، على إصدار كودات للتوصيل واستخدام شبكات النقل والتوزيع، تتضمن ضوابط واضحة ومحددة لأساليب الإيصال والاستخدام وأنماطهما وتراعي المتطلبات الفنية والتشغيلية للشبكات، ويجب على جميع مستخدمي هذه الشبكات الالتزام بتلك الكودات من أجل ضمان سلامة الشبكات، وعدم تعريضها لأضرار.

### القطاع الخاص
يعد تشجيع القطاع الخاص على المساهمة في صناعة الكهرباء وتحلية المياه أمراً حيوياً لتطوير هذه الصناعة في المملكة وضمان استدامتها، وتشمل الفرص المتاحة أمام القطاع الخاص للمشاركة أو الاستثمار في هذه الصناعة ما يلي: القيام بتنفيذ المشاريع المستقلة لإنتاج الكهرباء، والمشاريع المستقلة لإنتاج المياه المحلاة والكهرباء. القيام بعمليات بناء خطوط النقل، وتأجير ها، وتشغيلها، أو بأي من هذه العمليات. إنشاء شركات لتوليد الكهرباء وتحلية المياه والإنتاج المزدوج. استئجار بعض المرافق الحالية، وتطويرها، وتشغيلها. التعاقد على إدارة بعض المنشآت الحالية. إنشاء شركات لتوفير الإمدادات الكهربائية. شراء بعض المرافق الحالية لتوليد الطاقة وتحلية المياه، وتحديثها، وتشغيلها. توزيع الكهرباء في مناطق محددة. تقديم الخدمة للمستهلكين.
وتعمل الهيئة لاختيار أفضل البدائل، من بين هذه الخيارات وغيرها، التي تحقق المصلحة العامة للمملكة وذلك بالتنسيق مع وزارة المياه والكهرباء، والشركة السعودية للكهرباء، والمؤسسة العامة لتحلية المياه المالحة، والمستثمرين من القطاع الخاص، والإدارات الحكومية المختصة، وجميع ذوي العلاقة في صناعة الكهرباء وتحلية المياه.

## خدمة المستهلك
المستهلك هو محور اهتمامات الهيئة، وهي تؤمن بأن واجبها هو حماية المصلحة العامة التي تقع في صميمها حقوق المستهلكين، وعلى وجه الخصوص فإن اللائحة التنفيذية لنظام الكهرباء الخاصة بمهام الهيئة تبين بالتفصيل حقوق المستهلكين إزاء مقدمي الخدمة الكهربائية، وواجبات المستهلكين، وتوضح الفقرات التالية بإيجاز أهم الحقوق النظامية (القانونية) للمستهلكين ومسؤولياتهم التي تعمل الهيئة على ضمان الالتزام بها من قبل جميع الأطراف ذات العلاقة في صناعة الكهرباء.
كما تؤمن الهيئة أنه من المهم وجود علاقة حسنة بين مقدم الخدمة والمستهلك، غير أنه يمكن أن لا يكون المستهلك راضياً عن بعض أوجه علاقته بمقدم الخدمة، أو تعامله معه، مثل: عدم الحصول على الخدمة الكهربائية بدون تمييز مبرر. التأخير في توصيل الخدمة. حساب المبلغ المستحق لقاء تقديم الخدمة. التعريفة التي يطبقها مقدم الخدمة على المستهلك. جودة الخدمة. قيام مقدم الخدمة بفصلها أو رفض إعادة توصيلها، أو أي قضايا أخرى.
وفي أي من هذه الحالات، أو في أي وقت يرى المستهلك أنه غير راض عن الخدمة المقدمة له فإن بإمكانه إتباع الخطوات التالية للوصول إلى حل يرضيه: يجب عليه أولاً الاتصال بمقدم الخدمة وتقديم شكواه إليه ومحاولة حل موضوع الشكوى ودياً. إذا لم يتمكن من التوصل إلى حل مرض مع مقدم الخدمة، فيمكن له تقديم شكواه إلى الهيئة - إدارة رعاية المستهلك. وستعمل الهيئة على التوفيق بين الطرفين لحل الخلاف ودياً أو البت العادل فيه. إذا لم يجد المستهلك الحل الذي توصلت إليه الهيئة مرضياً له فبإمكانه طلب إحالة النزاع إلى (لجنة فض منازعات صناعة الكهرباء)، وهي لجنة مستقلة لها الصفة القضائية تم تشكيلها بقرار من مجلس الوزراء، وتضم ستة أعضاء: ثلاثة من المتخصصين في الأنظمة، واثنين من الخبراء في صناعة الكهرباء، وخبير مالي.

## المبادرات
أطلقت الهيئة مبادرتين، الأولى في عام 1430هـ وهي مبادرة دعم فواتير الكهرباء لمستفيدي الضمان الاجتماعي الذي يشمل يشمل الأيتام، والأرامل، والمطلقات، والمعلقات، والعجزة، وأسر السجناء، وأبناء السبيل، ومن لا عائل لهم، بالتعاون مع وزارة الشؤون الاجتماعية (وزارة العمل والتنمية الاجتماعية حاليًا) والشركة السعودية للكهرباء، أما المبادرة الأخرى فهي معجم مصطلحات المرافق العامة الذي ترجمته الهيئة من مركز أبحاث تنظيم المرافق العامة (PURC) بجامعة فلوريدا بالولايات المتحدة الأمريكية، ويحتوي المعجم المصطلحات الفنية المتعلقة بتنظيم المرافق العامة وإدارتها وتشغيلها.

## أعضاء مجلس الإدارة[5]
| الاسم                                 | الصفة              |
| ------------------------------------- | ------------------ |
| الأمير/ عبدالعزيز بن سلمان آل سعود    | رئيس مجلس الإدارة  |
| المهندس/ عبدالله بن محمد البيشي       | محافظ الهيئة       |
| المهندس/ ناصر بن هادي القحطاني        | ممثل وزارة الطاقة  |
| الأستاذ/ عبدالله بن عبدالرحمن بن زرعه | ممثل وزارة المالية |
| الدكتورة / سمر بنت عبدالله القحطاني   | عضو                |
| الدكتور / عصام بن عبدالعزيز العمار    | عضو                |
| الدكتور / عمرو بن منير الشرفاء        | عضو                |
| المهندس / ناصر بن عبدالله الوهيبي     | عضو                |
| الأستاذة / منال بنت إبراهيم الشريف    | عضو                |

## العضويات والتعاونات
تتعاون هيئة تنظيم المياه والكهرباء مع عدد من الهيئات والمنظمات والأندية لتحقيق أهداف مشتركة، مثل هيئة المدن والمناطق الاقتصادية الخاصة التي وقعت معها اتفاقية تهدف إلى تنظيم أنشطة صناعة الكهرباء وتحلية المياه داخل المدن الاقتصادية، وتنظيم أي نشاط مستقبلي تعمل على تنظيمه الهيئة، ومدينة الملك عبد العزيز للعلوم والتقنية التي تتعاون معها في مجالات تبادل المعرفة، وتنفيذ الدراسات والبحوث والمشاريع، والعمل على نشر النتائج البحوث، كما تشارك الهيئة في عضوية عدد من المراكز والأندية والمنظمات، مثل عضوية اللجنة الإدارية للمركز السعودي لكفاءة الطاقة، والمنتدى الخليجي لمنظمي الكهرباء، والمنتدى العربي لمنظمي الكهرباء، و المنظمة الإقليمية لمنظمي الطاقة (ERRA)، والمنظمة الوطنية لمنظمي المرافق (NARUC) في الولايات المتحدة الأمريكية.

## وصلات خارجية
- الموقع الرسمي لهيئة تنظيم المياه والكهرباء
- الحساب الرسمي لهيئة تنظيم المياه والكهرباء على تويتر
- الحساب الرسمي لهيئة تنظيم المياه والكهرباء على اليوتيوب